# ...Phobia
Pour les articles homonymes, voir Phobia (homonymie).
Albums de Benassi Bros
Pumphonia
(2004)
...Phobia est le second album du groupe Benassi Bros, formé de Benny Benassi et de son cousin Alle Benassi. Il a été créé en 2005 et est la suite de l'album Pumphonia de leurs débuts. Il fut disque d'or en France, avec l'énorme succès des singles Every Single Day et Make Me Feel.

## Titres
| No  | Titre                                                   | Paroles                                     | Musique                           | Durée |
| --- | ------------------------------------------------------- | ------------------------------------------- | --------------------------------- | ----- |
| 1.  | Make Me Feel (featuring Dhany/Extended Version)         | Daniella Galli, Paul Sears                  | Alessandro Benassi, Marco Benassi | 5:28  |
| 2.  | Light (featuring Sandy)                                 | Sandra Chambers, Daniella Galli             | Alessandro Benassi, Marco Benassi | 7:28  |
| 3.  | Rocket in the Sky (featuring Naan)                      | Sannie Carlson                              | Alessandro Benassi, Marco Benassi | 5:42  |
| 4.  | Every Single Day (featuring Dhany)                      | Annerley Gordon, Paul Sears                 | Alessandro Benassi, Marco Benassi | 4:42  |
| 5.  | Castaway (featuring Sandy)                              | Daniella Galli                              | Alessandro Benassi, Marco Benassi | 6:04  |
| 6.  | Feel Alive, (featuring Naan)                            | Sannie Carlson                              | Alessandro Benassi, Marco Benassi | 4:46  |
| 7.  | Waitin' For You (featuring Jenny B/Sfaction Version)    | Daniella Galli, Annerley Gordon, Paul Sears | Alessandro Benassi, Marco Benassi | 5:42  |
| 8.  | Ride To Be My Girl (featuring Alle Benassi)             | Channing Banks                              | Alessandro Benassi                | 4:39  |
| 9.  | Blackbird (featuring Paul French/Sfaction Version)      | Daniella Galli, Paul Sears                  | Alessandro Benassi, Benny Benassi | 6:37  |
| 10. | Somebody To Touch Me (featuring Dhany/Sfaction Version) | Daniella Galli, Paul Sears                  | Davide Riva                       | 5:40  |
| 11. | Movin' Up (featuring Sandy/Sfaction Version)            | Daniella Galli, Annerley Gordon, Paul Sears | Alessandro Benassi, Marco Benassi | 5:20  |
| 12. | Run To Me (featuring Dhany/Sfaction Version)            | Daniella Galli, Paul Sears                  | Alessandro Benassi, Marco Benassi | 5:05  |